# Solesmes (Sarthe)
Solesmes é uma comuna francesa situada no sudoeste do departamento de Sarthe na região de Pays de la Loire.
Seus habitantes são Solesmiens.
É conhecida por nela se localizarem duas abadias beneditinas, célebres por seus cantos gregorianos.

## Comunas limitrofes
- Avoise
- Juigné-sur-Sarthe
- Parcé-sur-Sarthe
- Sablé-sur-Sarthe
- Vion

## Monumentos turísticos
- Abadia de Saint-Pierre de Solesmes (referência maior em canto gregoriano)
- Abadia Sainte-Cécile de Solesmes
- Igreja Notre-Dame
- Capela  Saint-Aquilin